# Vim Karénine
Œuvres principales
- O América
- Debout près de la mer
- La fête à Caïn
- Haïkus

Vim Karénine (né en 1933 à Poitiers) est un écrivain et poète américain et français.

## Biographie
Né en France en 1933, il ira vivre, comme enfant, en Suisse, en Europe centrale, puis en Italie où il sera d’abord à Naples, puis à Rome. Il découvrira par la suite la vie intellectuelle florentine de l’après-guerre, dans le contexte des relations diplomatiques et culturelles de ses parents, très liés avec le critique d’art Bernard Berenson qui l’initiera à la peinture florentine du Moyen Âge, de la Renaissance ainsi qu’à l’art Toscan et Vénitien. Grâce à ses parents qui réunissent aussi chez eux plusieurs écrivains de l’intelligentsia florentine, il est, par leur intermédiaire, initié aux œuvres de Carlo Levi, au théâtre de Carlo Goldoni, de Luigi Pirandello, d’Alfieri, à la poésie de Giacomo Leopardi ; et par la suite à l’œuvre d’Ignazio Silone. Après un passage à Paris, il ira rejoindre le continent américain et le Canada pour y terminer son cursus d’études et pour y découvrir les auteurs et les romanciers et la poésie nord-américaine. Après des études juridiques exhaustives, il choisit en France l’inscription maritime pour naviguer en Méditerranée. Son temps de service militaire comme marin l’amènera à faire le tour du monde pendant deux ans. Il travaillera à ses premiers essais, tout en naviguant à bord de la ''Jeanne", avant de mettre sac à terre. Au cours de nouvelles années de philosophie et de recherches, il voyage en Égypte, au Soudan, en Libye et dans les pays du Moyen-Orient. Il se rend en 1976 aux États-Unis en y prenant la nationalité américaine. Il est citoyen américain. Lors de son séjour à Washington puis à Baltimore, il rencontre plusieurs des poètes américains représentatifs des courants contemporains qui l’encourageront à écrire et à publier dans sa langue d’ adoption. Pour faire publier plusieurs de ses œuvres par des éditeurs d’art et des peintres comme Gérard Barbier, il choisira de s’installer à Paris.

## Œuvre

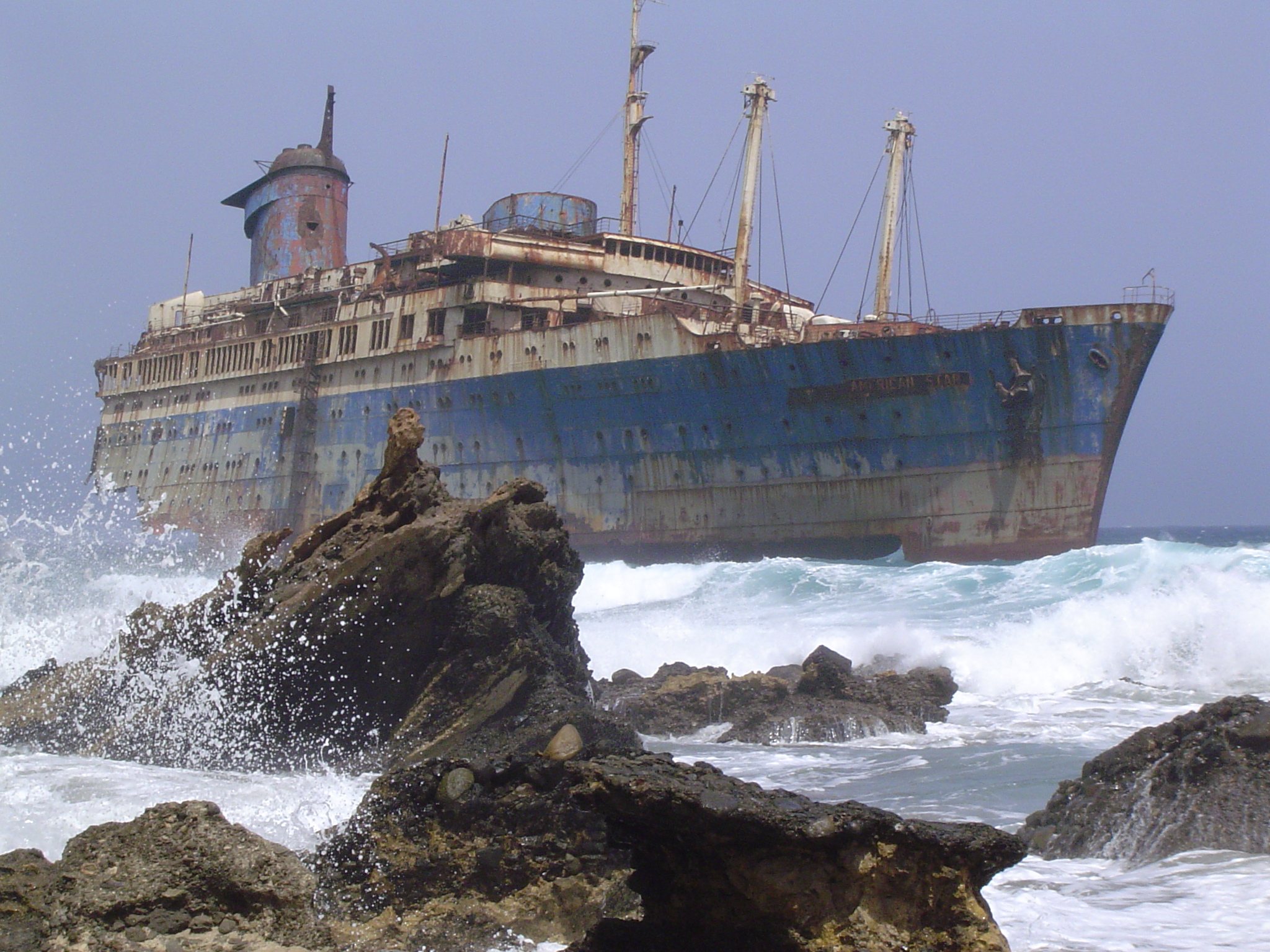
The rogue Wreck

- Ricercari, poèmes, Éditions Saint-Germain-des-Prés
- Resplendir, Éditions Chambellan 1974
- Graffitis pour les murs de demain, édition bilingue, traduction anglaise de Louis Olivier (10 ex. ornés chacun d'une encre originale de Jacques Barbier) éditions Le Pont de l'Épée 1976[4]
- La fête à Caïn, édition bilingue, traduction espagnole d’A.M. Diaz et F. Moreno, éditions Le Pont de l'Épée 1978[5]
- Brookling, dernier Passeur In : Poetry : revue Poésie-USA Vol. II, no 4 1979
- L’Oiseau-Dieu éditions le Pont de l'épée 1981
- Le Cantique des créatures, traduit de l’Ombrien, Gouache de Jacques Germain, Barbier Beltz 1990
- Les Fenêtres, encre originale de Jacques Germain Pont, éditions sous l’eau 1990
- O America, Édition française avec une couverture de J.P Pincemin, Intertextes Barbier Beltz 1991
- O America Book translated by Louis Oliver. MLTA 04144, Ghelderode : présentation, choix de textes, chronologie, bibliographie. Par Roland Beyen.
- Les Brisants du Nebraska GC3 Kenneth White Le Temps stratégique, Genève 1994
- “M” In folio dessins originaux de Jean Hucleux Barbier Chambellan 1996
- Versant Nord, Éditions L’Harmattan, 1997
- Les Graffitis, Éditions L’Harmattan, 1999,  (ISBN 9782738491107)[6]
- Le grain de Sénevé   Traduction du poème de Maître Eckhart, Gilles Alfera le Quatre de Chiffre
- Les Chambres de la Lune, Éditions L’Harmattan, 2001,  (ISBN 9782747514583)[7]
- Oasis New-York, bilingue français-anglais, Éditions L’Harmattan, 2001,  (ISBN 9782747574334)[8]
- Prendre Corps ou l'envers des mots Haïkus, Éditions L’Harmattan, 2001,  (ISBN 9782296033979)[9]
- NY.9/11, Éditions L’Harmattan, 2001, traduit en anglais-américain par Louis A. Olivier  (ISBN 9782296033962)[10]
- Debout près de la mer, roman, Éditions Orizons chez l'Harmattan 2009,  (ISBN 9782296063686)[11]
- Traduction et commentaires de Menus abîmes d'Emily Dickinson, Éditions Orizons chez l'Harmattan 2012  (ISBN 9782296088238)[12],[13]
- Americadire poèmes et complaintes, Éditions Orizons chez l'Harmattan 2014,  (ISBN 9782336298184)[14]
- Traduction de Tao te king  de Lao Tseu, Éditions Orizons chez l'Harmattan 2013,  (ISBN 9782336298207)[15]

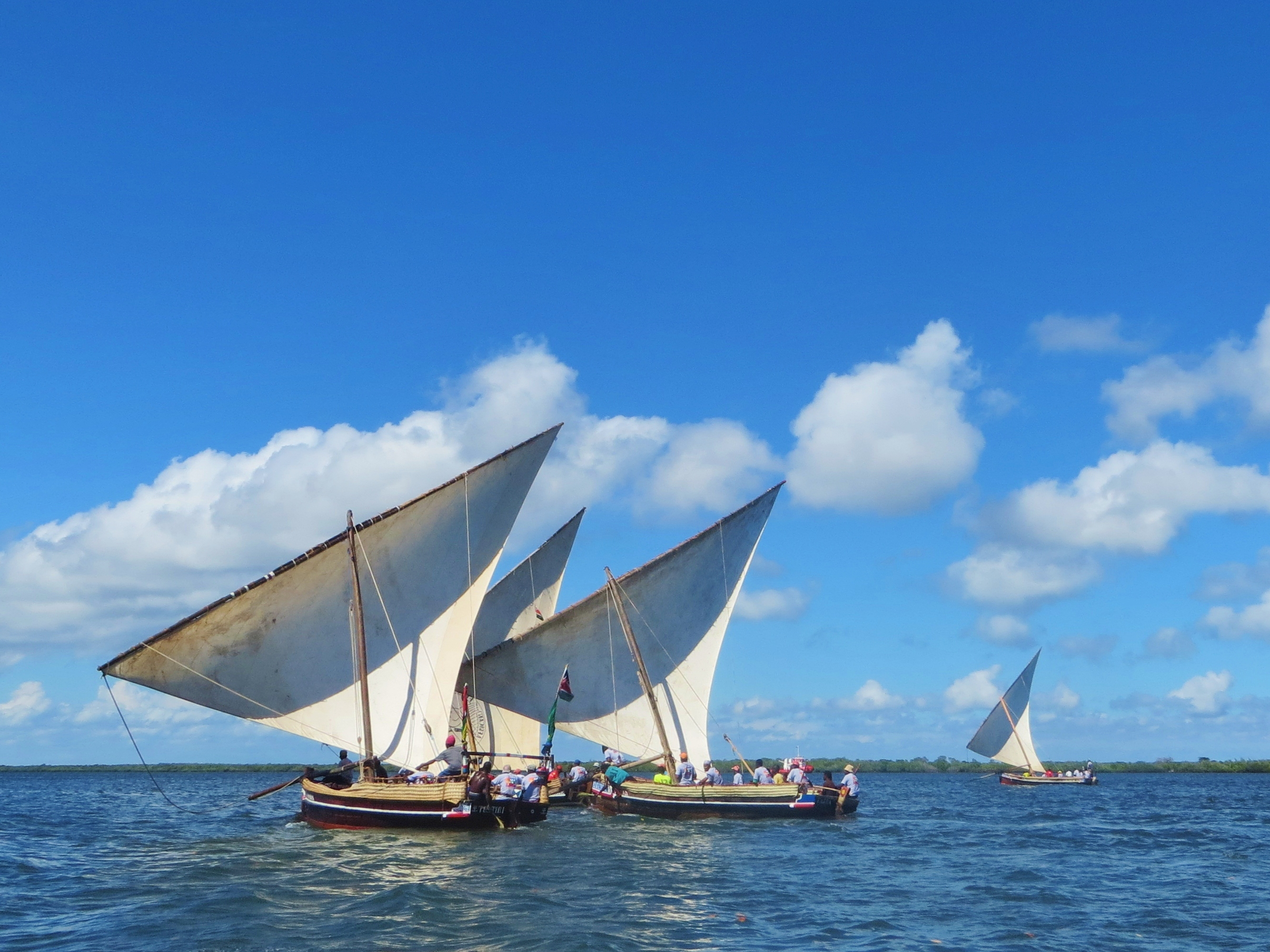
Les boutres de la Mer Rouge

### Les critiques

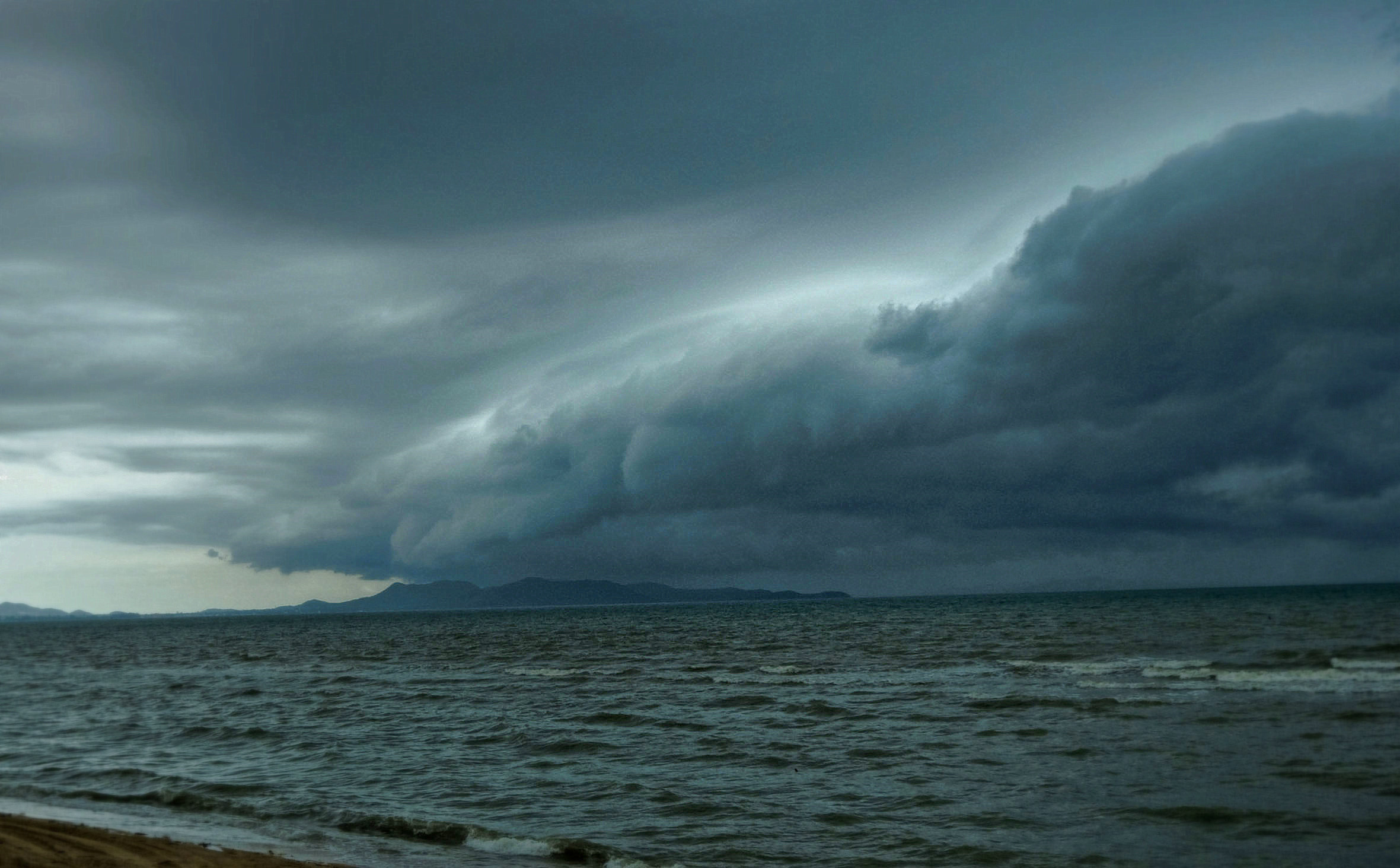
La Tempête

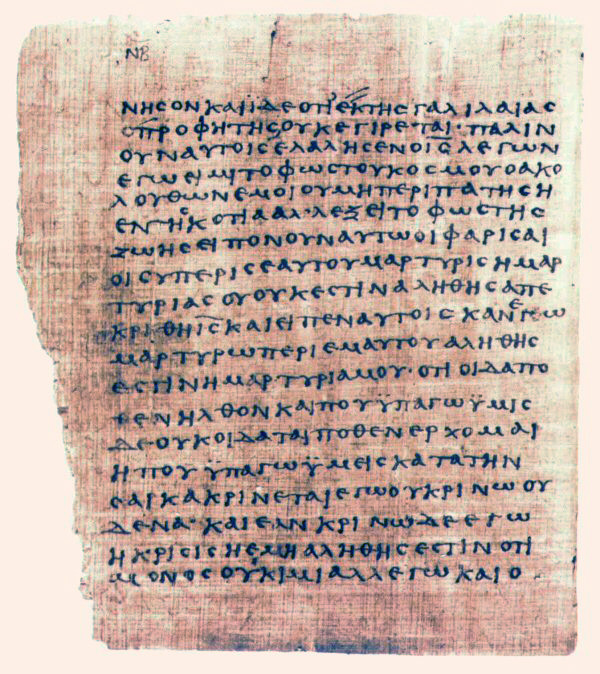
Papyrus 66 codex

### Bibliographie

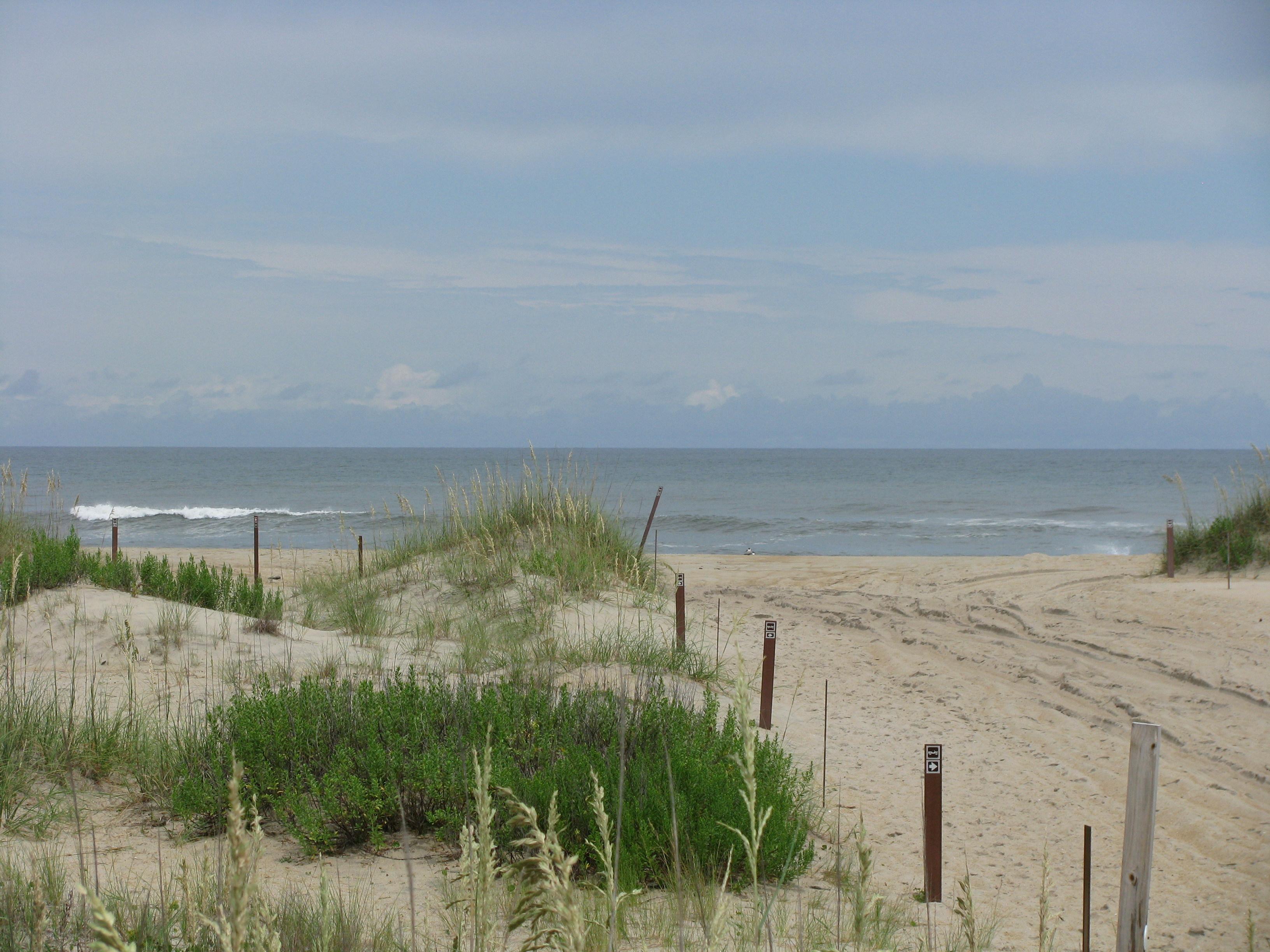
Cape Hatteras

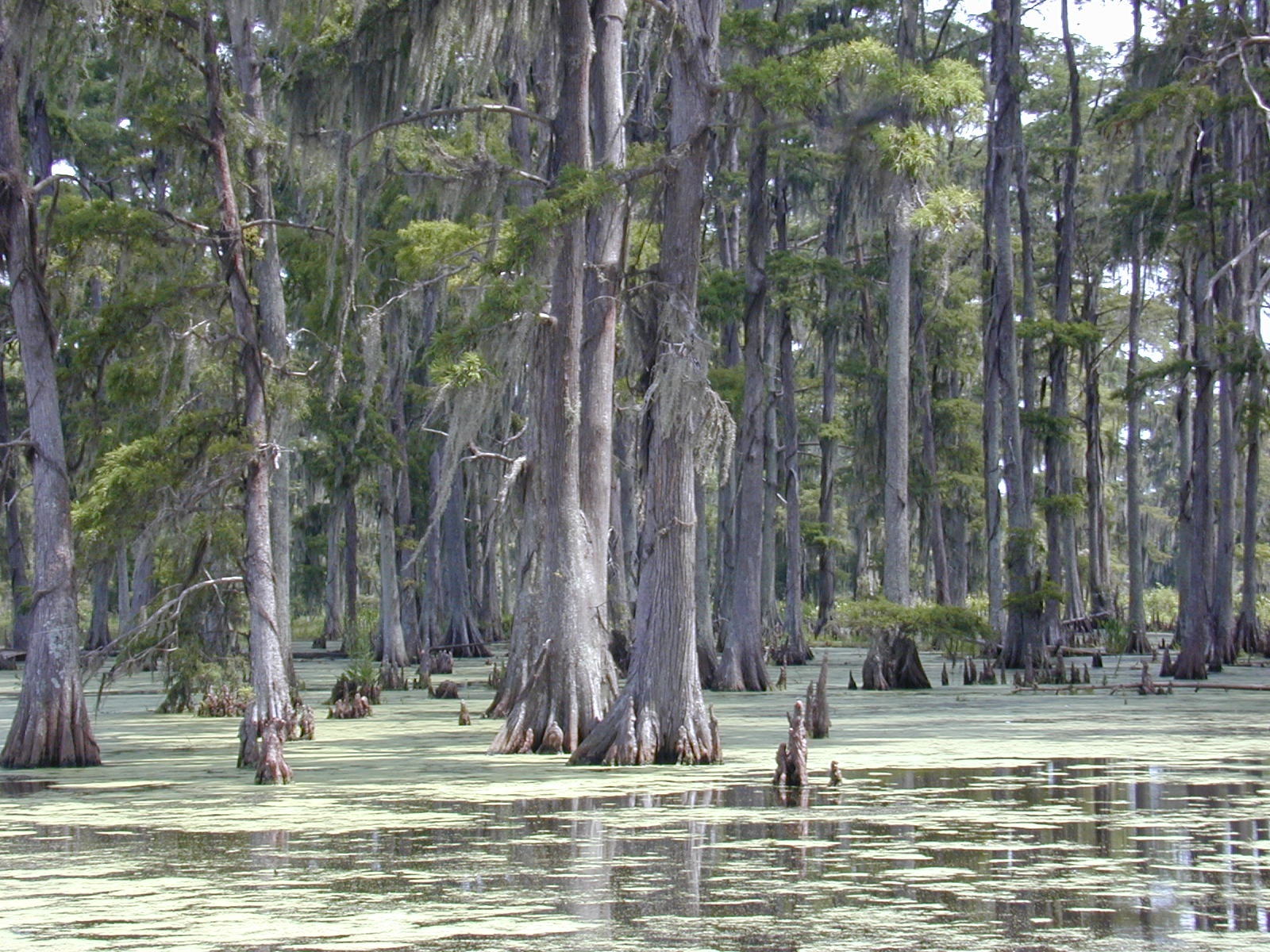
les marais des "cotton mouth"

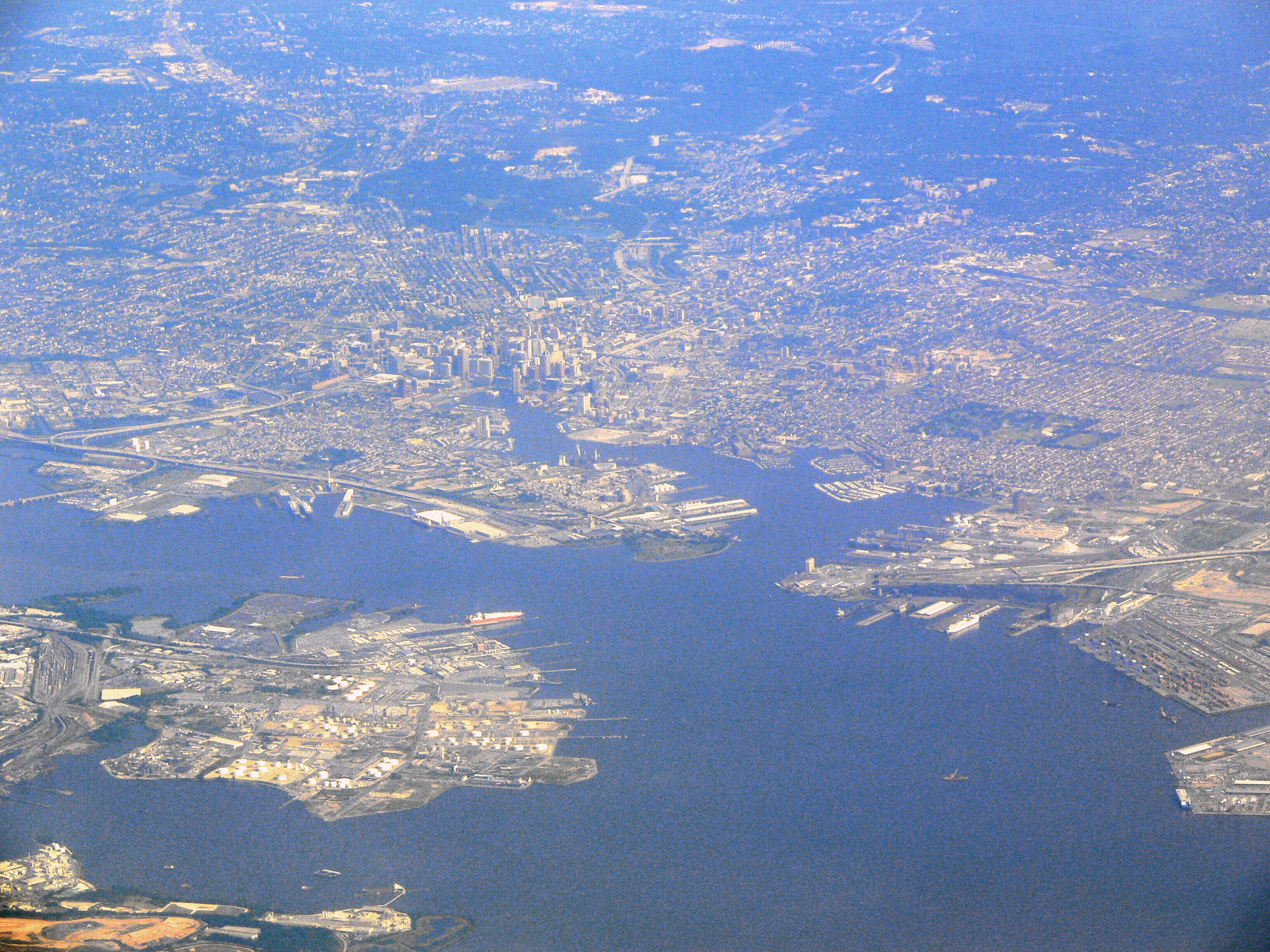
Baltimore

### Voir aussi

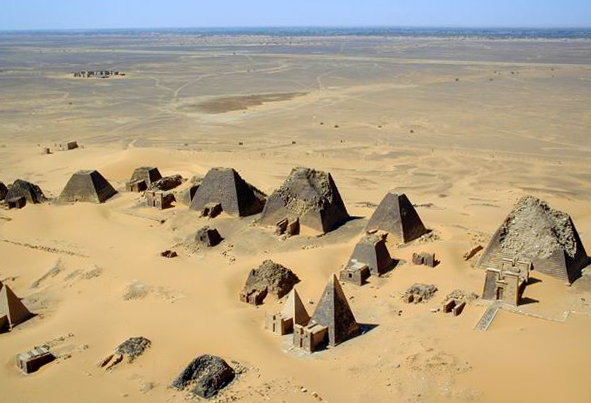
Soudan le site archéologique de Meroe